# DTEK
DTEK (ukrainien : ДТЕК) est une entreprise ukrainienne du secteur énergétique.

## Historique
DTEK était nommée à l'origine Донбасская топливно-энергетическая компания (en français : Société de Carburant et d'Énergie du Donbass[réf. souhaitée]).
La holding DTEK, dont le siège social est à Donetsk, est le plus important acteur privé du secteur électrique contrôle la majorité de la production de charbon et des centrales thermiques classiques (18,2 GW), ainsi que la compagnie de transport d'électricité DTEK Vysokovoltni merezhi ; elle exporte l'électricité vers les pays européens. Son capital est contrôlé par SCM Holdings. Elle produit et stocke de l'énergie issue du solaire.